# Лимбическая лейкотомия
Лимбическая лейкотомия — нейрохирургическая операция, впервые разработанная Келли и Ричардсоном в 1973 году. Она проводится под местным обезболиванием с внутривенным введением седативных препаратов. Нервные волокна, которые подвергаются деструкции, — это волокна коры передних отделов поясной извилины, поясного тракта и лобно-стриато-лимбических проводящих путей.
По сути лимбическая лейкотомия является сочетанием передней цингулотомии и стереотаксической субкаудальной трактотомии, хотя разрушение в лобных долях несколько меньше, чем при стереотаксической субкаудальной трактотомии. Основные показания для этой операции — депрессия, обсессивно-компульсивное расстройство и тревожные расстройства. Её место среди современных нейрохирургических вмешательств при психических расстройствах — как альтернативное лечение при недостаточной эффективности передней цингулотомии.